# Убак, Сильви
Сильви Уба́к (фр. Sylvie Hubac; род. 7 марта 1956, Тунис, Тунис) — французская государственная деятельница.
Директор кабинета президента Франции Франсуа Олланда с мая 2012 года по январь 2015 года. В этой должности исполняла также функцию представительницы князя-соправителя Андорры от Франции.
Президент Национального объединения музеев и Большого дворца с 2016 по 2018 год.
Председатель Внутреннего отделения Государственного совета Франции с июля 2018 по март 2023 года.

## Биография
Сильви Убак родилась в Тунисе, где проживала до 17 лет, после чего переехала на проживание во Францию.
Окончила обучение в парижском Институте политических исследований, в Национальном институте восточных языков и в Национальной школе администрации.
С 1980 по 1988 год Убак занимала должности аудитора, а затем и рекетмейстера Государственного совета Франции. С 1988 по 1991 год исполняла должность технического консультанта при кабинете премьер-министра Мишеля Рокара.
С 1992 по 1993 год работала помощницей директора кабинета министра культуры Жака Ланга, а с 1993 по 1996 год исполняла должность первого советника Посольства Франции в Испании. В 1996 году была назначена судьёй-докладчиком в Судебном отделе Государственного совета, а с 1998 по 2000 год исполняла должность генерального директора администрации региона Иль-де-Франс.
В 2000 году была назначена главой Управления музыки, танца, театра и спектаклей Министерства культуры Франции, а с 2004 по 2012 год возглавляла 5-й подотдел Судебного отдела Государственного совета, при этом возглавляя также Комиссию по классификации кинофильмов. С 2010 по 2012 год стояла также во главе Верховного совета по литературной и художественной собственности.
15 мая 2012 года была назначена директором кабинета президента Франции Франсуа Олланда. 21 мая 2012 года президент Олланд, действующий в роли князя-соправителя Андорры от Франции, назначил её своей личной представительницей в Андорре. Исполняла обе должности до 5 января 2015 года.
25 января 2016 года Убак была назначена на должность Президента Национального объединения музеев и Большого дворца (фр. Réunion des musées nationaux et du Grand Palais des Champs-Élysées (RMN-GP)).
6 июня 2018 года была назначена на должность Председателя Внутреннего отделения (фр. président de section de l'Intérieur) Государственного совета Франции взамен Бруно Лассера, назначенного на пост Вице-Президента Государственного совета. Вступила в должность 5 июля 2018 года, исполняла данную должность до 6 марта 2023 года, после чего вышла на пенсию с сохранением символического титула «председателя почётного отделения» (фр. président de section honoraire) Государственного совета Франции.
Является также членом совета директоров «Фонда Беттанкур-Шуллера». Также входила в состав совета директоров Высшей нормальной школы Университета Париж-Сакле (фр. École normale supérieure Paris-Saclay) и с 2015 по 2024 год была председателем организации по проведению Осеннего фестиваля в Париже (фр. Festival d'automne à Paris).

## Награды
За годы государственной службы удостоена ордена Почётного легиона степени командора, ордена «За заслуги» степени офицера, ордена Искусств и литературы степени командора и ордена Святого Карла степени командора.

## Личная жизнь
Замужем с 1983 года за Филиппом Крузе, председателем правления компании Vallourec с 2009 по 2020 год. Мать двоих детей.